# De-Lisle-Karabiner
Der De-Lisle-Karabiner war ein britisches schallgedämpftes Repetiergewehr das für Spezialeinheiten und kurze Kampfentfernungen entwickelt wurde.  Es wurden weniger als 110 Waffen des Baumusters produziert.

## Geschichte
Der Ingenieur William George de Lisle konstruierte den ab 1941 durch die Royal Small Arms Factory (RSAF) gebauten Karabiner mit integriertem Schalldämpfer für britische Kommandoeinheiten. Die Waffe wurde vor allem in Frankreich und Nordafrika benutzt.
Als Vorlagen für die Waffe wurden das Lee-Enfield-Gewehr, die amerikanische Maschinenpistole Thompson 1928 A1 und die Selbstladepistole Colt M1911 A1 herangezogen. Vom Gewehr wurde der Verschluss, von der Maschinenpistole der Lauf und von der Pistole Magazin und Magazinführung übernommen. Alle Teile wurden jedoch so modifiziert, dass sie nicht mehr mit den Ursprungswaffen austauschbar waren.
Bei einer Magazinkapazität von sieben Patronen verschoss die Waffe Pistolenmunition im Kaliber .45 ACP. Dabei wurden aber zum Teil stärkere Ladungen als üblich eingesetzt. Mit Standardmunition soll der Schussknall dem einer Luftpistole entsprochen haben, mit stärkerer Munition etwa dem einer Kleinkaliberwaffe.
Erreicht wurde dieses durch einen 381 mm bis 445 mm langen Schalldämpfer von 44 mm Durchmesser, der in zwei Kammern aufgeteilt ist. In der vorderen Kammer befinden sich zehn Metallscheiben, die wie ein Schneckenrad gebogen und an zwei Metallstangen geführt sind.
Es wurden insgesamt 500 Karabiner vom Militär bestellt, aber die Produktion wurde nach nur 106 ausgelieferten Waffen eingestellt.